# Timi Garstang
Timi Hilly Garstang (* 21. Juli 1987 in California, Pennsylvania) ist ein ehemaliger Leichtathlet von den Marshallinseln, der auf den Sprint spezialisiert war.

## Karriere
Bei den Olympischen Spielen 2012 in Peking startete er im 100-Meter-Lauf. Mit einer Zeit von 12,81 s kam er nicht über die Qualifikationsvorrunde hinaus.